# 軌条

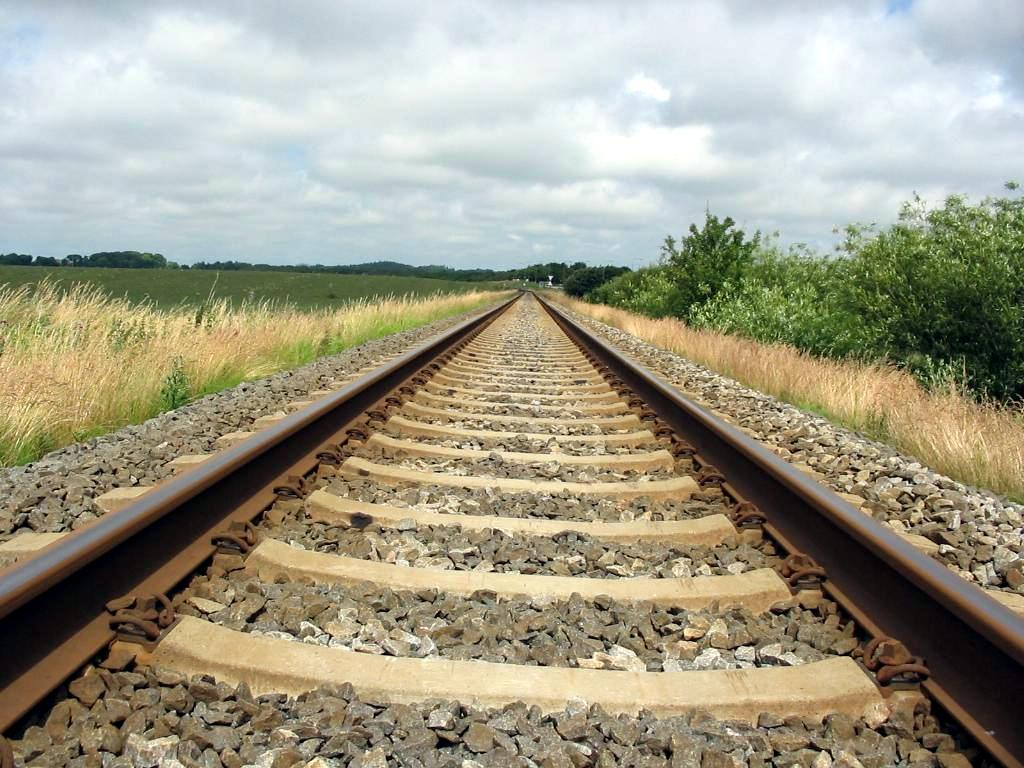
鉄道線路。枕木を挟んで、左右に見える棒状のものが軌条（レール）である。

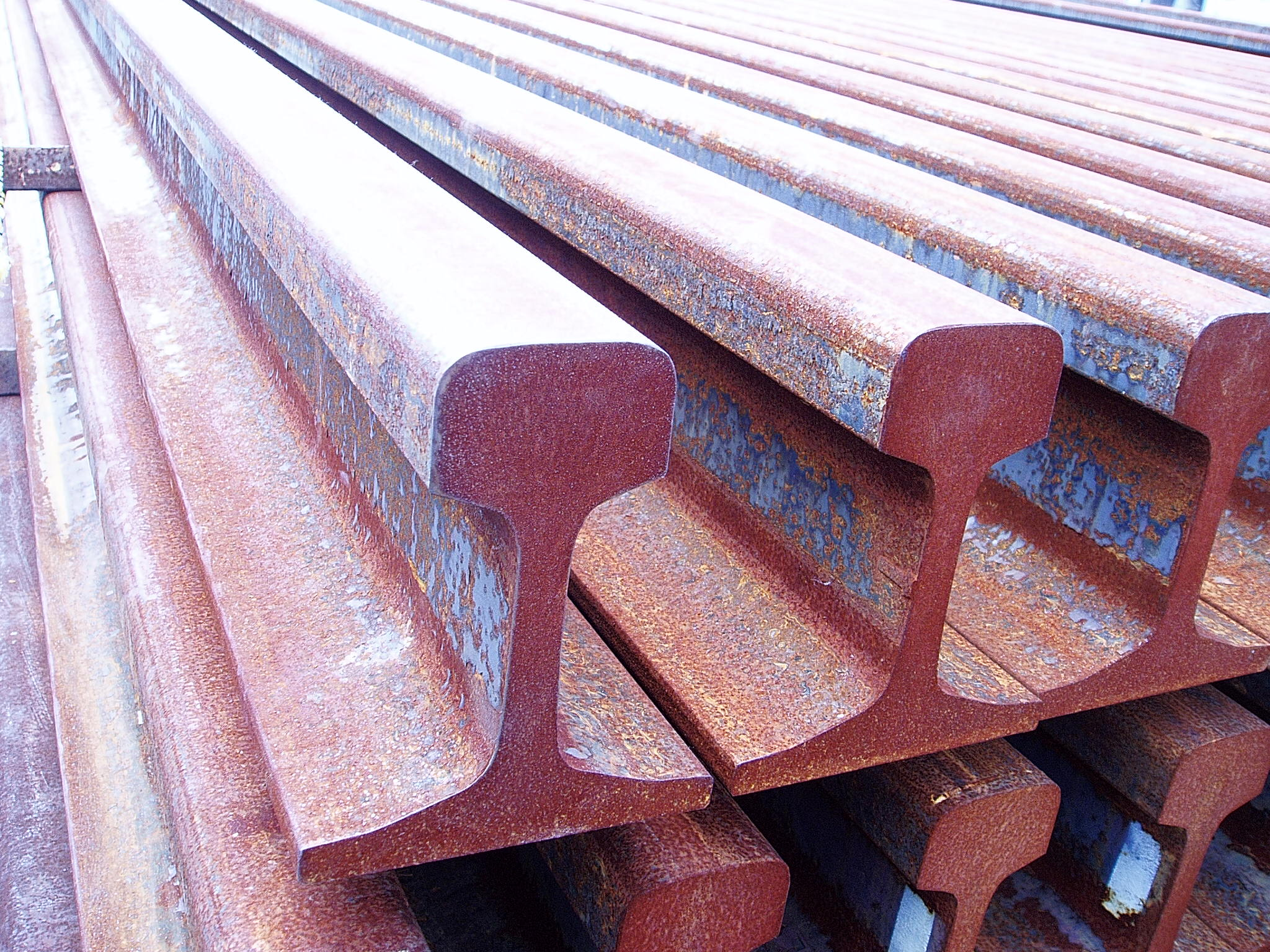
レール（50Nレール）

軌条（きじょう）とは、鉄道の線路（軌道）を構成する要素の一つで、鉄道車両を直接支持し、車輪の転動のガイドとなる役割をもつ。一般的にはレールと呼ばれる場合が多い。素材は、一般的には、断面が逆Tの字型をした棒状の鋼製品が用いられる。鉄鋼分野では、条鋼の一種に分類されている。
軌条は、所定の間隔（軌間）で2本平行に並べ、道床の上に並べられた枕木の上にレール締結装置（犬釘など）を用いて固定する。枕木と軌条は垂直である。この様にして敷かれた線路上を走る鉄道を普通鉄道という。普通鉄道のほか、桁状の1本の案内路を使うモノレールや、特殊な案内路を用いる案内軌条式鉄道もあり、これらの軌道の材質は鋼に限られずコンクリートなども用いられる。
ここでは、普通鉄道に使われる、鋼製の断面が逆T字型をした鉄道レールを中心に記述する。

## 概要
レールは、車両の重量を直接に支え車輪からの1点荷重を枕木と道床に分布させるほか、車両に安全で滑らかな走行面を与える役割を持つ。さらにレールは、車輪が脱線しないように車両を案内する役割を持っている。そのためレールは、車輪の軸重による垂直荷重のほか、蛇行動や曲線での横圧荷重や水平荷重、曲線走行時、車両の遠心力から車輪を介して伝わる外力に十分に耐えられるものでなければならない。また電気鉄道区間のレールは、動力車（機関車や電車）の電流の帰線路としての役割を持ち、さらに自動信号区間のレールは軌道回路が流れることで信号保安装置の一部の機能としての役割も持っている。
施行性が良好でかつ耐用年数が長いレールとしては4点（耐摩耗性、対接触疲労性、溶接性、耐食性）が特に重要な項目となってくる。

## 形状

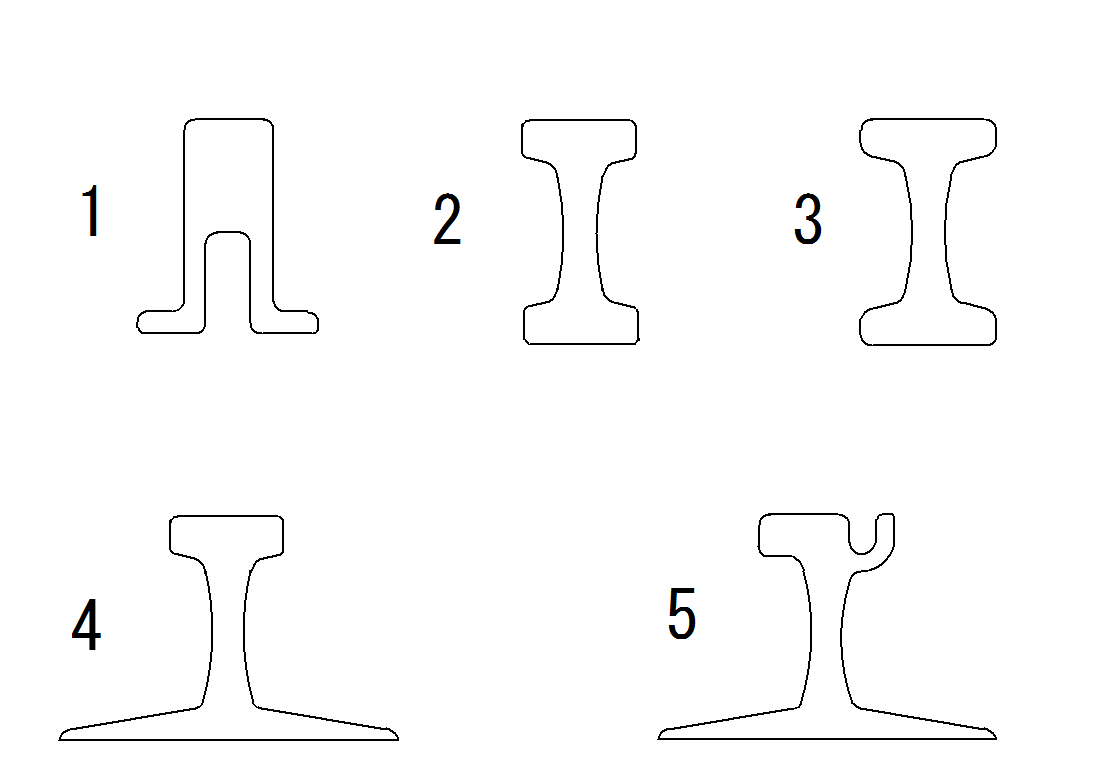
レールの断面形状による分類
1 橋型レール、2 双頭レール、3 牛頭レール
4 平底レール、5 溝付きレール

レールの断面の形状として望ましい条件としては次のことが挙げられる。
- レール頭部の形状は車輪が脱線し難い
- レールの磨耗前と磨耗後の形状の差が少ない
- 垂直荷重に対しては高い方が望ましい
- 上首・下首の半径の小さいものは傷が入りやすいので避ける
- 底部の形状は設置が安定し易いように幅を広くする
- 上下中間の幅は錆や腐食にも考慮する

レールの断面形状には、橋型レール、双頭レール、牛頭レール、平底レール、溝付きレールなどの種類がある。橋型レールは、底部から頭部にかけて同じ幅で垂直に上がっているのが特徴であり、最近では使用されていない。双頭レールは、「I」形断面で上下の両頭部が同形であり、転頭して上下を変えれば再利用ができる。牛頭レールは、双頭レールを改良したものである。両者はイギリスなどで使用されていたのを、日本の鉄道開業時にイギリスから購入して採用されていた。平底レールは、底部の形状が安定しやすいように幅を広げた形状となっており、列車走行の荷重に対する曲げ強度も高く、磨耗にも強い、横圧に対しても安定性があり、レールの基本形状として国内外共に使用されている。溝付きレールは路面電車で使用されている。

## 分類

### 普通レール
日本の営業用鉄道では、長さ1 mあたりの重量が80kg，60 kg, 50 kg, 40 kg, 37 kg, 30 kgの規格が使われており、普通レールと呼ばれる。重量の大きいものほど、乗り心地に優れ線路の狂いが生じにくく、重量のある列車が通る路線、列車が高速で走行する路線、運行頻度の高い路線に適している。また、その後の改良設計により、従来より高さを高くして、断面二次モーメントを大きくしたN型レールが在来線用として使用されている。
| 60kgレール  | 174    | 145    | 65    | 25 or 50 | 現在の新幹線用、一部は在来線にも使用                                                   |
| 50Tレール   | 160    | 136    | 65    |          | 初期の東海道新幹線用（若返り工事で交換） ロッキード式モノレール用 1 mあたりの重量53 kg |
| 50kgNレール | 153    | 127    | 65    | 25 or 50 | 在来線用（主に幹線）                                                                   |
| 50kgレール  | 144.46 | 127.00 | 67.87 | 25       | = 50kgPSレール = 100ポンドPSレール                                                     |
| 40kgNレール | 140    | 122    | 64    | 25       | 在来線用（主にローカル線）                                                             |
| 37kgレール  | 122.24 | 122.24 | 60.33 | 25       | = 37kgASCEレール = 75ポンドASCEレール                                                  |
| 30kgレール  | 107.95 | 107.95 | 60.33 | 10 or 20 | = 30kgASCEレール = 60ポンドASCEレール                                                  |

ASCEは米国土木学会が定めた規格。PSはペンシルバニア鉄道規格 (Pennsylvania standard) の略。レールのポンド表示は長さ1ヤードあたりの重量ポンド。なお国際規格では、35 kg/m以上のレールを普通レールとしている（ISO 5003）。
異なる重量のレールの境界部には、中継レールや異形継目板を用いる。

### 分岐器用特殊レール
分岐器用特殊レールには、以下の規格がある。
- NE70Sレール
- 80Sレール
- 70Sレール
- 50Sレール

### 軽レール
通常の鉄道用の普通レール以外に、工事用や鉱山用のトロッコなどで使う細いレールもあり、軽レールと呼称される。
| 22kgレール | 93.66 | 93.66 | 50.80 | 10  | 1 mあたりの重量22 kg（以下同） = 45ポンドASCEレール |
| 15kgレール | 79.37 | 79.37 | 42.86 | 10  |                                                     |
| 12kgレール | 69.85 | 69.85 | 38.10 | 10  |                                                     |
| 10kgレール | 66.67 | 66.67 | 34.13 | 5.5 |                                                     |
| 9kgレール  | 63.50 | 63.50 | 32.10 | 5.5 |                                                     |
| 6kgレール  | 50.80 | 50.80 | 25.40 | 5.5 |                                                     |

### 熱処理レール
普通レールに磨耗の進行を抑えるために、焼き入れと呼ばれる熱処理を施して、強度・硬さを増した熱処理レールと呼ばれるレールがある。これには、HH340レールとHH370レールがある。頭部全断面熱処理レールは、曲線部の外側レールなどに用いられる。端頭部熱処理レールは、レールに大きな負荷がかかるがロングレールが使用できず、継ぎ目を設けねばならないような箇所に用いるとされる。

## 継ぎ目
レールは端部同士を繋いで用いる。この接続方法は左右のレールを対に接続する相対式継目方式と、左右のレールが対ではなく、それぞれをほぼ交互に接続する相互式継目方式の2種類がある。前者は、レールの下に設置された枕木の補強や信号回路の分断がやり易いが、継ぎ目の沈下が発生し易い。後者は、継ぎ目の沈下や走行中の列車の揺れは減るが、逆に列車のローリングが走行中に起こり易くなる。このため、21世紀における世界各国の鉄道では相互式継目を採用している事例は少なくなっている。
継ぎ目の観点から、レールの長さによる区分を以下に述べる。

### 定尺レール
レールの標準の長さは、日本の場合、1本25 mで、定尺レールと呼ぶ。線路では、これを、継ぎ目ではレール同士を突合せて突合せ継目とし継目板で繋いで連続させて用いている。レールの継ぎ目を繋ぐ継目板には、断面形状により短冊型・L型・I型が用いられており、I型はN型レールで使用されている。また、レールの継ぎ目の間では、適当な隙間を継目板の中間で設定している。これは、レールが気温や日射の変化に応じて伸縮するためであり、レール自身の温度は、気温の他に直射日光が当たる所では相当高くなり、その温度差は60 - 80 ℃となる。そのため、定尺レールでは、40 ℃において1 mm、0 ℃において13 mm程度としている。車輪がレールの継ぎ目を通過する際に発生するガタンゴトンという音はジョイント音と呼ばれる。
継ぎ目構造の望ましい条件としては次のことが上げられる。
- 垂直及び横の荷重に対してレールと同等の強度を有する
- 温度変化での伸縮に対して、最高温度でレールが座屈せず、最低温度において継目ボルトに過大な力がかからない
- 取り付け取り外しが容易である

継目板とレールを締結しているボルト・ナットには、レールの温度による伸縮に対して支障が起きない条件が要求される緊締力で締結されており、ナットの緩みを防止するため、ナットと継目板の間にロックナットワッシャーを挿入している。また、レールは、電気車による電気運転において使用された動力電流を変電所に戻す帰線や、軌道回路により使用される電流を流すための電流回路としても利用されるため、継目板とレールとの間の接触面では錆などで電気抵抗が大きくなることを防ぐため、レールの継ぎ目の間にレールボンドや信号ボンドを繋いでおり、ハンダ合金によりレールに溶着されている。また軌道回路の境界などで絶縁が必要な場合には、継目板とレールの間に絶縁プレートを挟み、かつ、ボルトと継目板の間に絶縁チューブを挿入して軌道回路のための絶縁を確保している。これを絶縁継目という。

### ロングレール
一方、定尺レール（工場出荷時の標準で25 m）を溶接して繋いだレールもある。このうち、全長200 m以上のレールをロングレールという。継ぎ目を減らすことで保守作業の省力化や、騒音・振動対策で乗り心地の向上が目指せる。2014年（平成26年）には新日鐵住金八幡製鉄所が長さ150 mのレールを出荷する体制を整えており、溶接する労力の低減やロングレール化した際の精度の向上を目指す動きも見られる。
ロングレールの中央部（不動区間）は枕木に固く締結し、枕木の周囲にバラストを十分に敷き詰めることで気温変化によるレール方向の伸縮は抑え込まれており、常にレール内部には応力（軸力）が発生している。しかし、端部（可動区間）は、温度変化により定尺レールよりも大きく伸縮するため、通常の突合せ継目ではなく、伸縮継目が用いられる。枕木への締結力や枕木の周囲に敷き詰められたバラストの量、レール温度の管理などが十分でないと、猛暑時にレールが座屈する事故や、極寒時にレールが破断する事故が発生することもある。これらは前述のロングレールの不動区間が温度変化によりレール方向に伸縮する軸力に耐えきれなくなった時に発生する。
ロングレール区間では、初期の頃は伸縮継手を軌道回路の区分前後に設置し、通常のレール間を絶縁継目でつないで軌道回路を絶縁分割するが、1970年に強力な接着剤をレールと継目板の間に接着して、レールの軸力と列車衝撃強度に耐えるとともに、電気絶縁性能を十分に持たせた接着絶縁レールを用いて軌道回路を絶縁分割する方式が採用されている。この方式には、最初の頃は湿式法が採用されていたが、1年未満で接着部が剥離する損傷が発生したため、1984年にエポキシ樹脂をプレート状に予備成型した固定接着剤をレールと継目板の間に圧着して加熱する乾式法が現在において採用されている。最近ではレールのボルト穴の空隙部に接着剤を充填して、レールと継目板の間の接着層内にテフロンシートを介在させることで、継目板からの接着剤の剥離と継目板の腐食を防止するともに、電気絶縁性能を更に上げた改良形の乾式法が採用されつつある。この方式では、レールのウィークポイントである絶縁継目が無くなりかつ、軌道回路ごとに絶縁付き伸縮継手を挿入する必要がなくなるのが採用するメリットである。
日本でのロングレールは東海道新幹線で本格的に採用され、その後、在来線や私鉄の幹線にも導入が進んでいる。
なお、溶接後の処理が甘いか、長期間の使用により、もともと継ぎ目だった部分からジョイント音が聞こえてくる。また、ロングレールの長さには限度があるため、継ぎ目を全くなくすことは出来ない。またロングレールは万能ではなく急カーブのあるところへの敷設はレールの偏摩耗の観点から適当ではなく、とくに半径300 m未満のカーブ区間ではレール自身の弾性で反発が強くなるため使用には適さない。このことから急カーブの区間は定尺レールが使用される。

### 区分
| 種類         | 摘要                                                                                                  |
| ------------ | --- |
| ロングレール | 200m以上                                                                                              |
| 長尺レール   | 25m以上 200m未満                                                                                      |
| 定尺レール   | 25m（30kgレールは20m） （一部では、24mなどの寸詰まりなレールも存在する）                              |
| 短尺レール   | 5m - 25m（調整用レールに使われているほか、 ごく一部の地方のローカル線の古い規格のレールがそれである） |

軽レールの長さは数メートルのものが多い。

## 製造

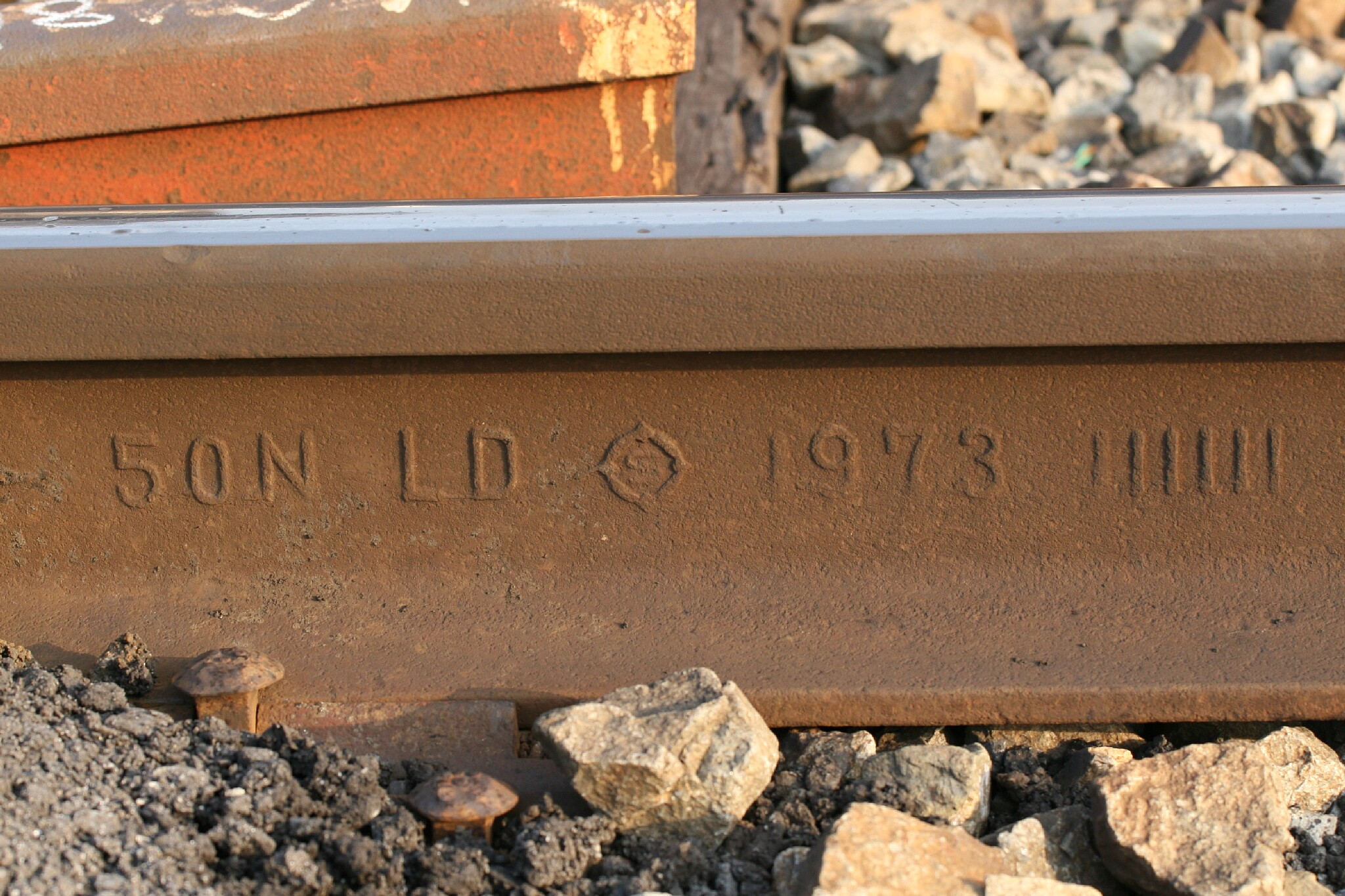
レールの刻印ロールマーク

### 製造方法
高温で熱した鋼塊（オレンジから黄くらいの色温度）を、ローラーを組み合わせて作られた圧延機に通して、圧延（熱延）する。圧延機は段階に合わせて数台あり、そこを複数回往復させる複雑な行程を経て製造される。不純物は両端にたまりやすいので、日本では長く作ってから両端を切断する方法がとられている。また、製造時では、レールに対して各種試験を行い、レールの品質の確保を行っている。
製造されたレールの腹部には断面形状・質量・製造法・製造者名・製造年月などが刻印される。

### 材質と性質
材料としては強度・耐磨耗性・耐食性などから高炭素鋼が用いられる。この材質は、刃物ほど硬くはないが、相当の靭性と耐接触疲労性があり、溶接が可能である条件を元に成分が決められている。

## レールの障害、損傷と寿命、整備

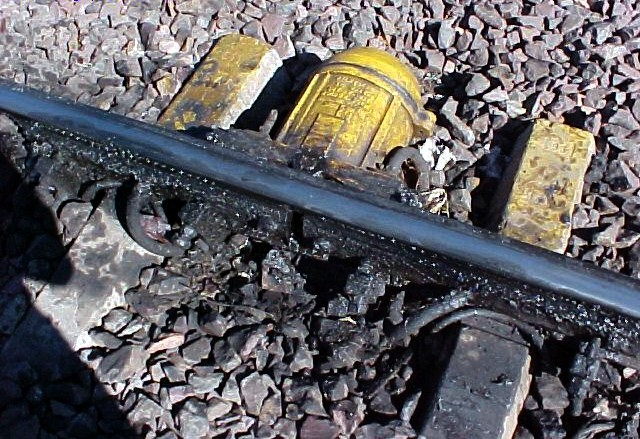
レール塗油器。カーブ周辺に置かれ、潤滑油を散布して摩耗や騒音を抑える。

レールの損傷は製造時の材質欠陥などによる先天的なものと、敷設後の車両荷重などによる後天的なものに大別される。
レールは輪重を直径10 mm（ミリメートル）を楕円形状した接触面で支えており、1GPa（ギガパスカル）に及ぶ応力が発生してレール表面が変形する中で車輪が通過することで、レールに様々な損傷が発生する。こうした転がり接触によるレールの損傷には「レールシェリング」「きしみ割れ」「空転傷」「摩耗」が発生する。レールの劣化メカニズムを解明するために有限要素法が有用であり、スーパーコンピューターを用いた大規模な並列計算によってシミュレーションする技術の開発が進められている。
レールには寿命があり、レールを取替えることでレールの性能を維持させる。50 kgレールでの摩耗によるレールの取替えは、高さで約15 mm、断面積で約20 %を許容限度としている。普通は10年 - 25年を標準として取替えているが、急曲線かつ輸送密度の高い区間では1年足らずで取替える場合がある。また、通過トン数では、2 - 5億トン位がレール交換の目安とされている。

### 摩耗
曲線で外軌のゲージコーナが車輪のフランジと接触することによる摩耗を「側摩耗」と称し、レール交換の主因となっている。また、レール表面が一定の間隔で摩耗または塑性変形して連続した凹凸が発生する摩耗を「波状摩耗」と称し、この摩耗は列車走行時に振動が発生し、騒音公害や保線上の問題が生じやすくなる。

### 腐食
電位差が大きい、排水が十分にできない場合は微弱電流による腐食（電食）が発生する（「塩害#構造物に関わる塩害」参照）。
海岸に近い路線では、レールの腐食が早く進行する。特にトンネルの出入口から200 m 付近までのレールは塩分の飛来が起こりやすいが、雨などで流されることが無いため腐食が進みやすいという調査結果がある。

### 猛暑によるレールの膨張
前述のように、金属であるレールは猛暑により伸びて歪むことがあり、軌間が広がりすぎると列車脱線事故を起こすリスクがある。こうした障害が出る温度の目安は50℃前後とされ、鉄道事業者は徐行運転や運転見合わせで対応するが、間に合わず脱線事故が起きることもある。
平時からの対策として、レールの間のつなぎ目を少し開けるようにしており、一部ではつなぎ目が斜めに加工されたレールが使われているが、資金に余裕がない地方鉄道などでは導入が遅れている。

### ギャラリー
転がり接触疲労による損傷をシェリング（横裂、水平裂）と呼ぶ。コーナー部分にかかる疲労損傷をきしみ割れと呼ぶ。

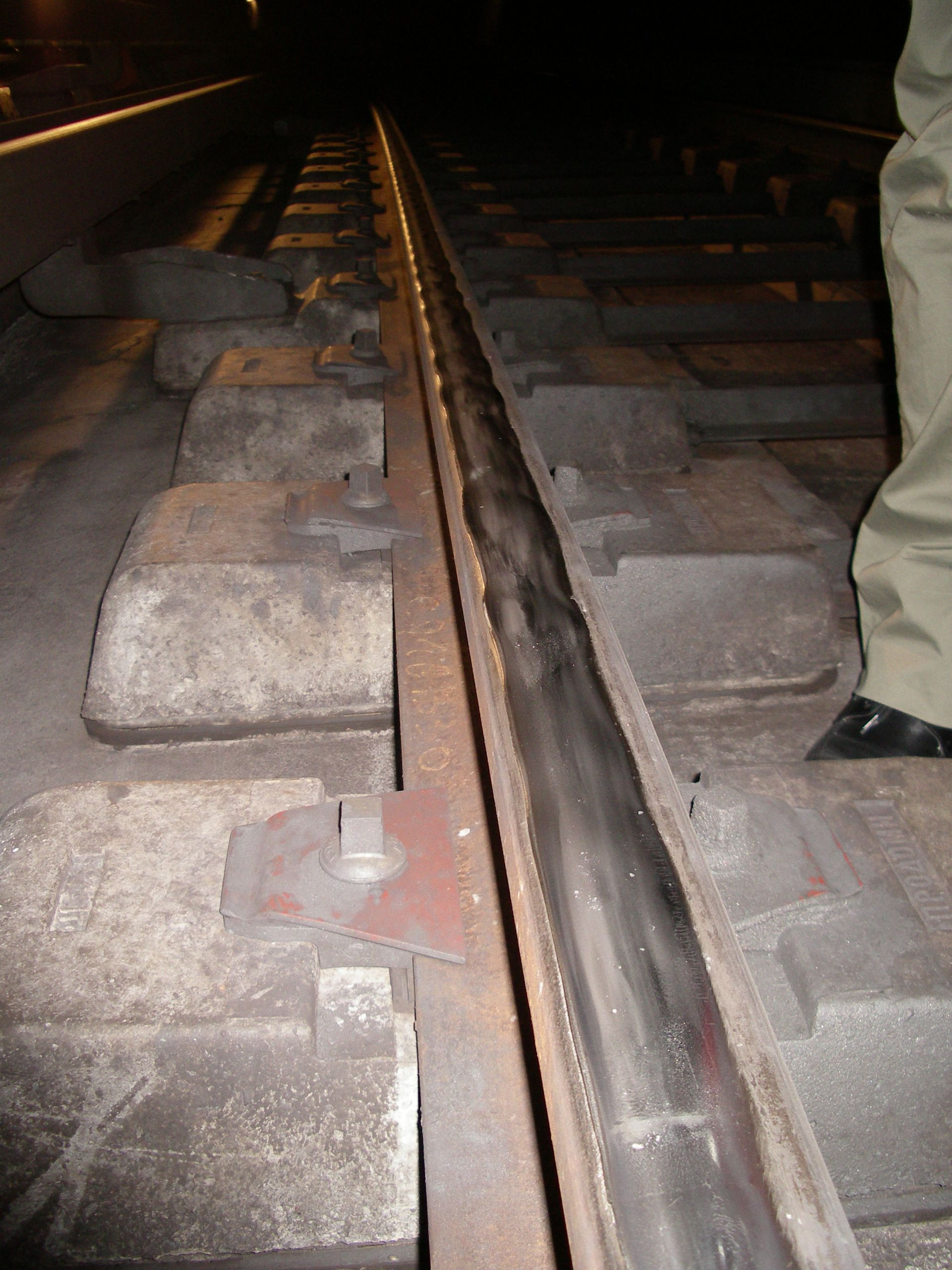
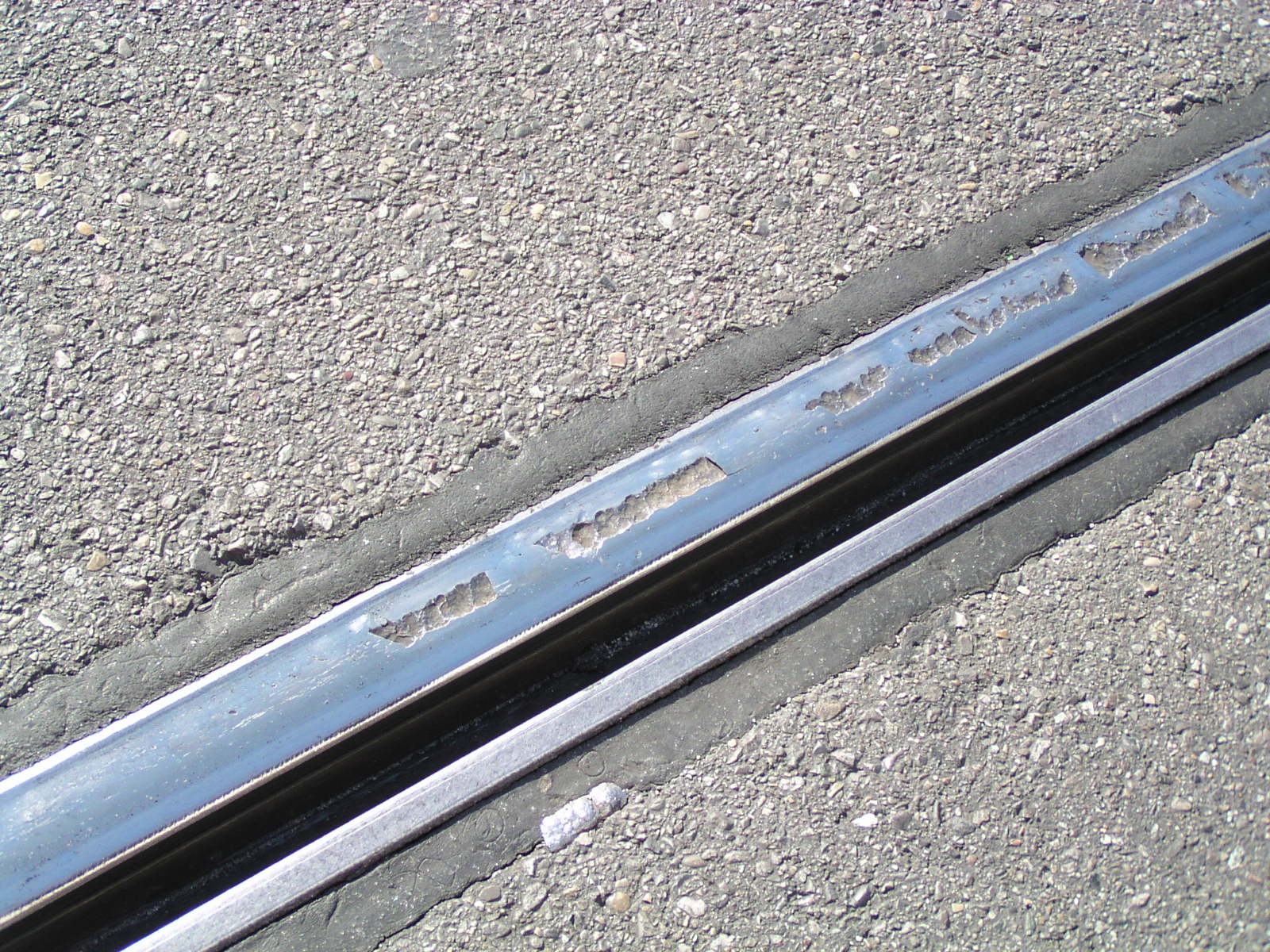
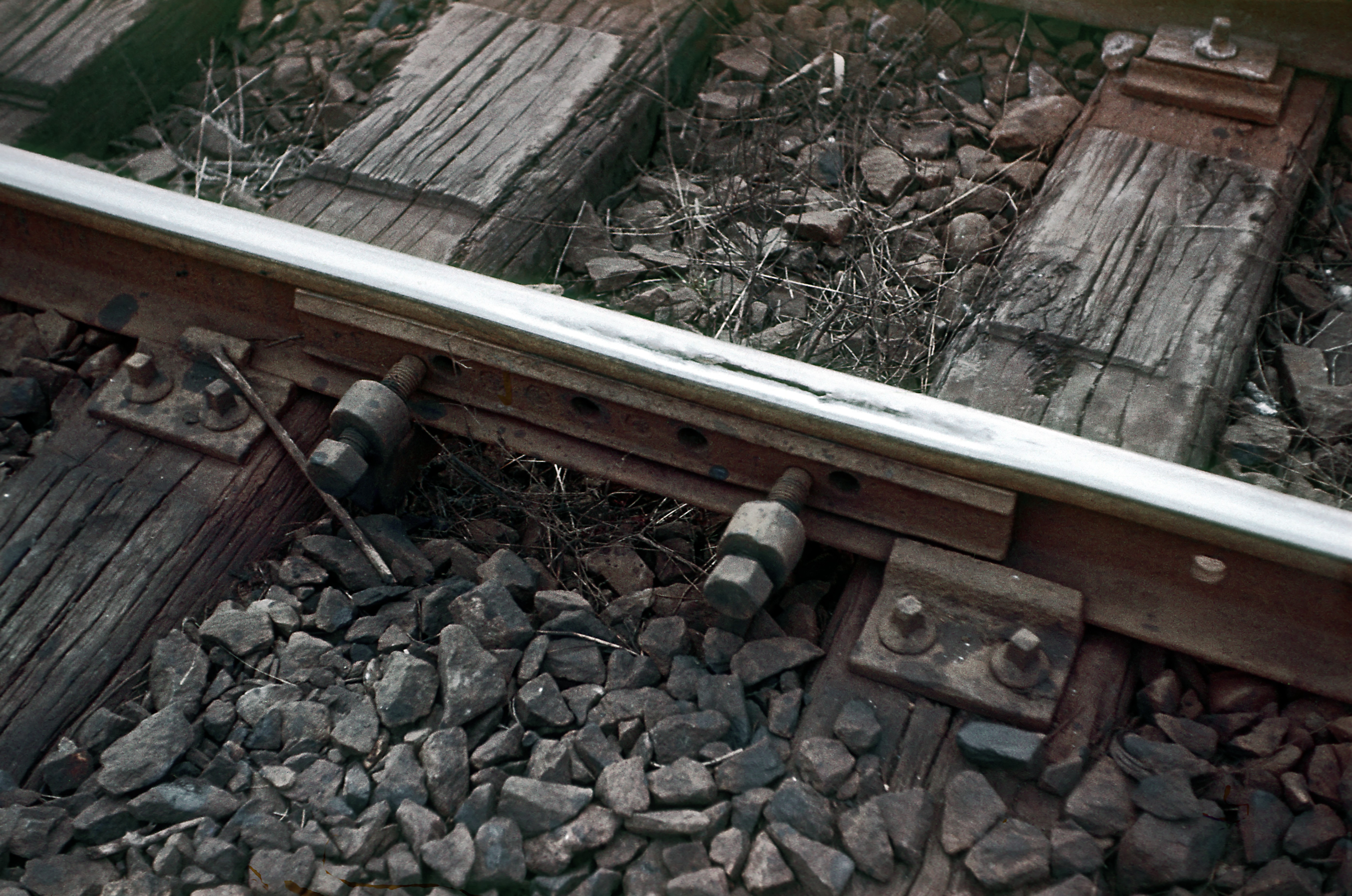
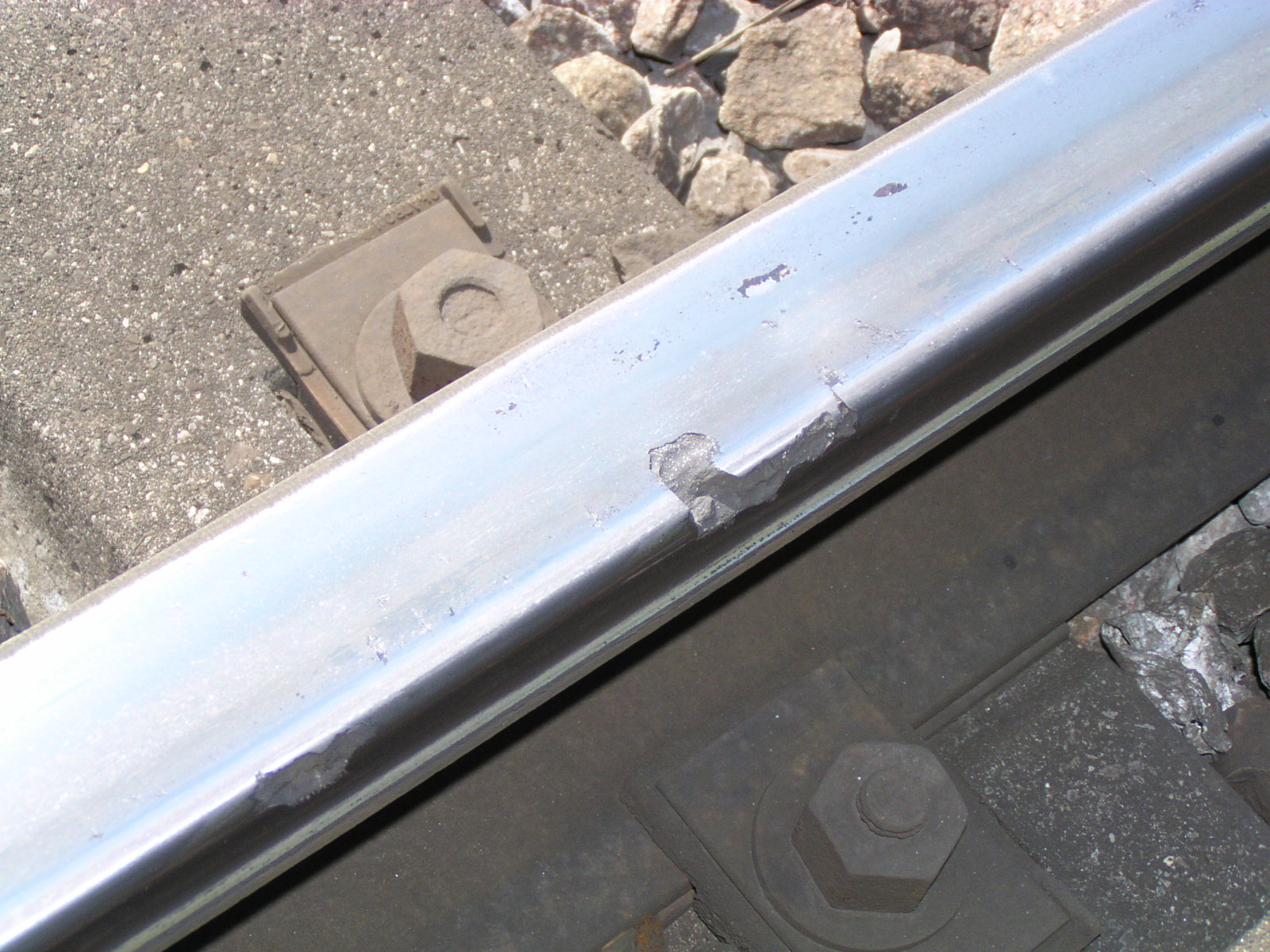
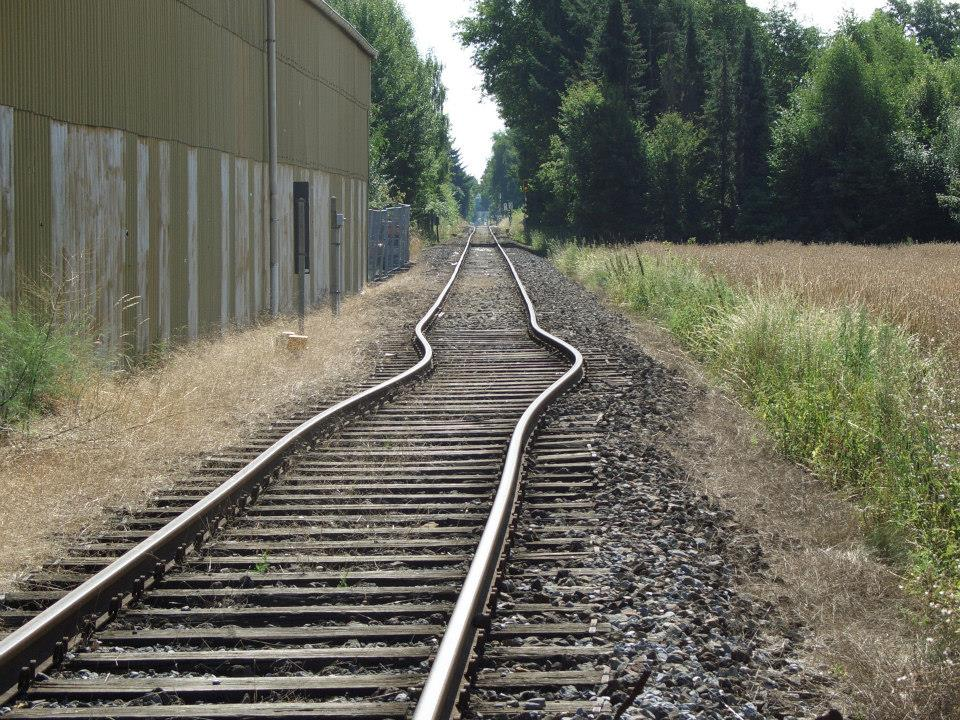
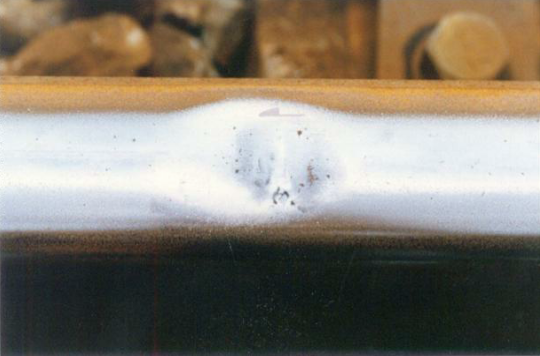
レールスクワット
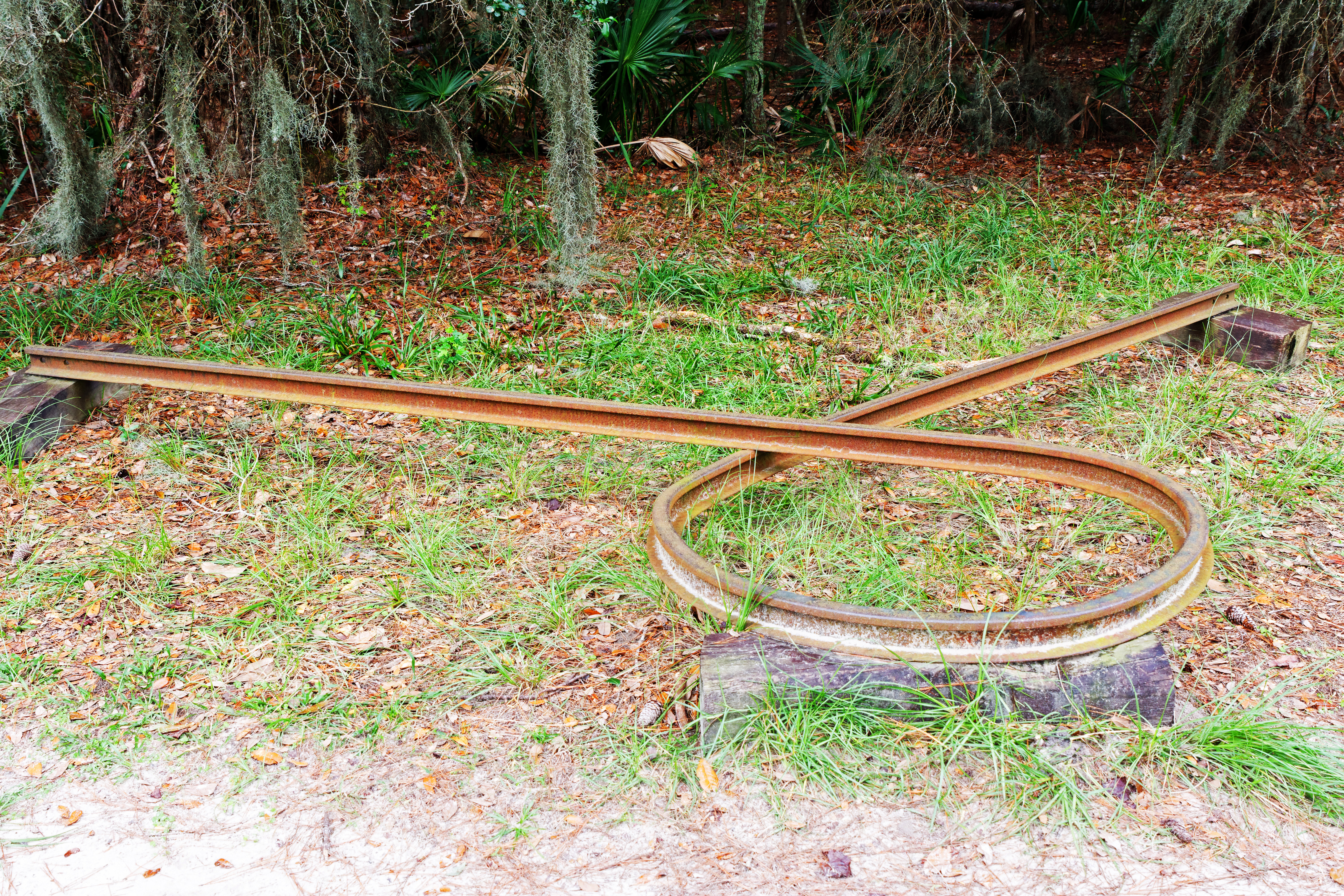
南北戦争で破壊されたレール。シャーマンズ・ネクタイ
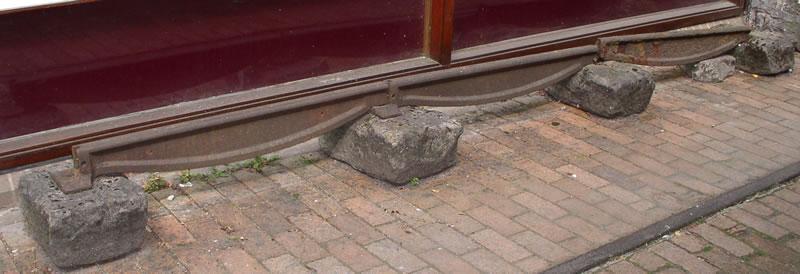
錆びた Fischbauchschien

## 歴史

### 轍
車輪またはソリが発明されて、重量物の輸送に使われるようになると、地面が軟らかい場所では次第に深い轍（わだち）が刻み込まれて、それに沿って輸送されるようになった。轍は、雨が降って泥沼化した場合に輸送の障害となり、また轍と異なる方向へ向きを変える時にも大きな障害となるため、これに対処するために地面側での工夫を必要とした。路面全体に石を敷き詰めて舗装した場合は道路へと発展するが、車輪の間隔が一定のものに統一されている場合には、車輪の下に当たる部分にだけ板や石を敷き詰めるという対処も行われた（車石）。これは軌条（レール）の原始的なものと見ることができる。

### 軌条の登場
原始的なレール（軌条）を使って動物や人に荷車をひかせる方法は紀元前から行われていたとされ、ドイツのフライブルクにあるフライブルク大聖堂のステンドグラス（1350年製作）にもその光景は残されている。16世紀のイギリスには無数の馬車軌道（ワゴンウェイ、Wagonway）があったとされている。
その後レールは鉱山地帯における輸送に広く用いられ、次第に改良が進められていった。当初は鉄が貴重品であったため樫の木が用いられていたが、磨耗が激しく保守担当者の悩みの種となっていた。1738年、イギリスのカンバーランドにおいて初めて鋳鉄を利用したレールが登場したが、これは木材の基盤の上に薄い帯状の鉄を貼り付けただけのもので、しかもカーブなど磨耗しやすい場所にだけ用いられていた。1750年代頃になると、カーブだけではなく全ての区間で鋳鉄の板を取り付けることが一般化した。しかし鋳鉄は曲げに弱く、脱線事故も多発し続けた。
1767年、同じイギリスのコールブルックデールの製鉄所技師リチャード・レイノルズは、生産量が増加して余剰気味になってきた鋳鉄の使い道として、トロッコに使う目的のレールの生産を開始し、この時にレールにフランジが取り付けられた。レールの両側につばが取り付けられて、車輪の脱落を防ぐ仕組みとなっていた。しかしレールと車輪がきしみあってうまく走れず、また雨水や落ち葉などが溝に溜まるという問題があった。
1776年、ベンジャミン・カーがこの欠点を解消するために片方のつばを取り除いた、L字形のレールを発明した。これにより車両の走行は格段に容易となった。

### フランジ付きの車輪
1789年、土木技師のウィリアム・ジェソップは、車輪側にフランジを取り付けて、レールの上面は平らにする方式を発明した。魚腹形と呼ばれる下側が膨れたレールを使用している。これにより大幅に脱線の確率が減少し、安定的に鉄道輸送を行うことが可能になった。このためジェソップは「鉄道軌道の父」と呼ばれている。
依然として鋳鉄によって製造されていたレールの折損が問題となっており、1803年にニクソンが錬鉄のレールを発明したが、技術面、コスト面の問題から使用されなかった。

### 蒸気機関車の登場
それまでは鉱山における資材輸送用のトロッコに用いられていただけであったレールは、蒸気機関車が登場することによって近代的な交通機関の一翼を担うことになった。初期には、平らなレールの上を鉄製の車輪を持った機関車で牽引しようとすると車輪が空転すると考えられており、1812年にジョン・ブレンキンソップによってラックレールが考案されたが、実験の結果、よほどの急勾配でない限りラックは不要であることが判明した。
初めての実用的な蒸気機関車を利用した鉄道であるリバプール・アンド・マンチェスター鉄道は、1830年に鋳鉄製のレールを使用して開業した。このため磨耗によりレールは頻繁に交換する必要があった。

### 様々なレールの発明
1831年、アメリカのロバート・スティーブンスが平底の現在用いられているのと同じようなレールを発明した。これは犬釘を用いることで簡単に枕木に固定することができるという長所があり、世界中に普及して現在のレールの原形となった。
1837年、イギリスのジョセフ・ロックが双頭レールを発明した。レールをチェアとくさびによって固定するもので、レールが上下が同じ形をしているためひっくり返すことでどちらも走行用に使用することができるというものであった。しかし、チェアと底部の接触箇所で摩耗が生じ、ひっくり返しても円滑な走行面が得られなかった。

### 鋼鉄製レール
1856年、イギリスのヘンリー・ベッセマーが転炉に空気を吹き込むことで鉄から炭素分を除去して鋼鉄を生産する方法を発明した。同年シーメンス兄弟が平炉を発明し、さらに1864年、フランスのピエール・マルタンが改良して工業化に成功し、シーメンス・マルタン法による鋼鉄の生産が可能となった。1877年、イギリスのシドニー・トーマスがベッセマー製鋼法を改良してリンを取り除くことができるようになった。これらの鋼鉄の生産に関する技術進歩を受けて、鋼鉄製のレールが一般に普及していった。
最初に鋼鉄製のレールが使用されたのは、イギリスのミッドランド鉄道のダービー地区で、ベッセマー製鋼法が発明されたすぐ翌年の1857年のことであった。それまで3ヶ月ごとに交換を必要としていた区間で、16年間交換なしに使用することができたとの記録がある。
現在のレールはスティーブンスの平底レールを鋼鉄を用いて作っているもので、材質や重量の増大などの点での進歩はあるが、基本的には19世紀に完成された技術で成り立っている。

## 日本での歴史

### 輸入

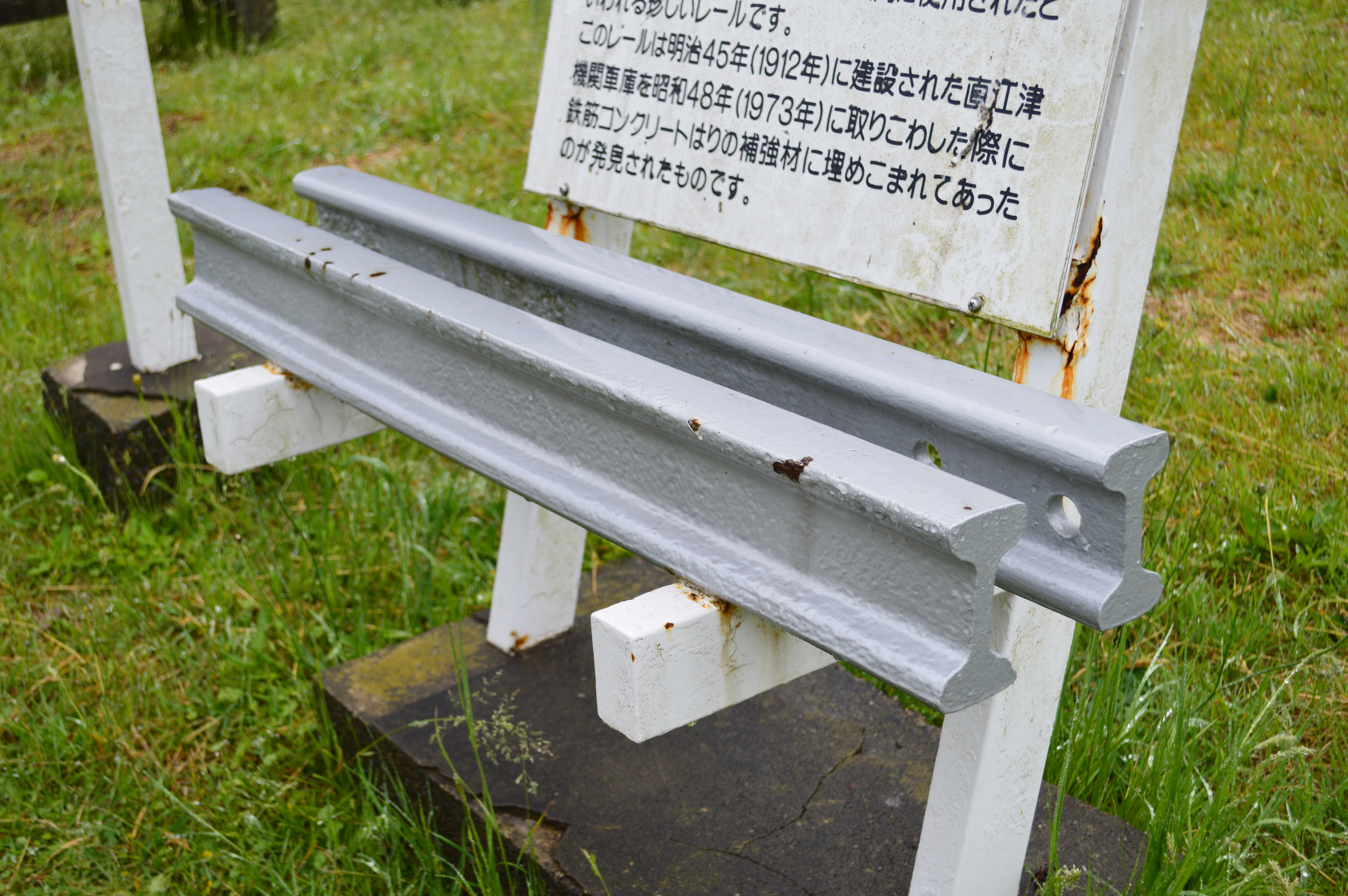
双頭レール（上越市五智交通公園）

日本初の営業用鉄道の開業は1872年（明治5年）のことであるが、最初に使われたのは、イギリス DARLINGTON IRON 社の1870年製の双頭レールである。双頭レールとは、レール底部の平らな部分がなく、上下とも走行用に使用可能なI字形の形状をしていた。
日本では1927年（昭和2年）頃まで、イギリス、ドイツ、アメリカ合衆国などから輸入したレールを使用していたが、国内生産品で賄えるようになったことから、レールの輸入は原則として終焉を迎えた。
ただし路面電車用の特殊形状のレール（みぞレール、護輪みぞレールなど）は、わずかではあるが後年まで輸入品が使用された。近年になって、保守の軽減性から溝レール類が再輸入され、富山ライトレール、土佐電気鉄道、熊本市交通局の路面電車などで使用されている。

### 国産化
1901年（明治34年）の官営八幡製鐵所の開所に伴い、日本国内でもレールの圧延が開始された。1901年の生産はわずか1,086トンとされている。1926年（大正15/昭和元年）頃までは生産が追い付かず輸入品と併用されたが、この頃より生産体制が整い、レールの国産化が完了した。八幡製鐵所では、富士製鐵との合併により新日本製鐵（新日鉄）となりさらに住友金属工業（住金）との合併により新日鐵住金となった現在でも、八幡地区でレールの生産が行なわれている。
1952年（昭和27年）からは、富士製鐵釜石製鐵所でもレールの生産が開始された。1970年（昭和45年）の八幡製鐵と富士製鐵の合併の際、日本国内のレール生産が合併後の新日本製鐵1社のみとなり、独占禁止法に抵触する可能性が高くなったため、この釜石の設備を日本鋼管福山製鉄所に売却、移設を行った。日本鋼管は2003年（平成15年）に川崎製鉄と合併し、JFEスチールと名前を変えたが、現在もレールの生産を行っている。
以後、現在に至るまで、レールのほとんどが国産品で賄われている。また、日本で製造されたレールは海外にも輸出され、高い評価を得ている。

### 再利用

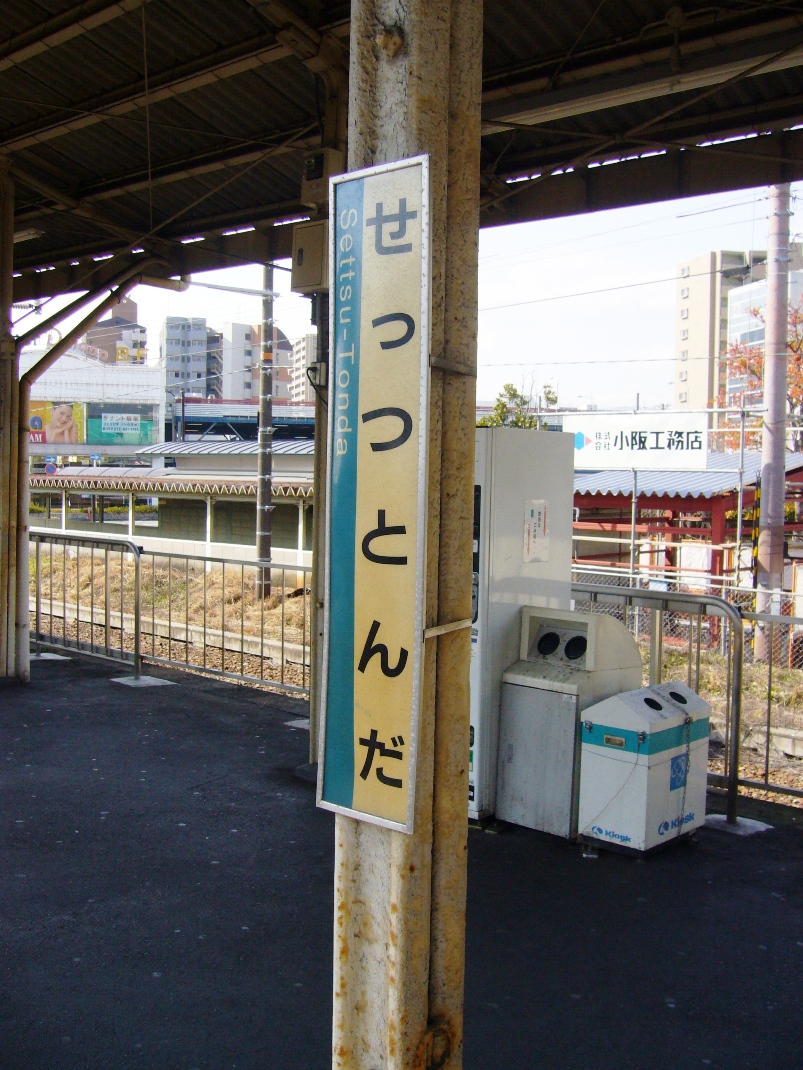
摂津富田駅の上屋根を支持する双頭レール

使用後のレールは、駅のプラットホームの屋根や跨線橋などの骨組み、電化線路の架線柱、線路際の柵などの部材として再利用されることがある。現在は、建築基準法などの改正や、レール自体がよりレールとしての使用に特化した素材組成へと変化しているため、建築資材には使われなくなった。また、古いレールを再利用したホームの屋根なども、高架化や地下化、バリアフリー対応などに伴う駅の改築で、徐々に姿を消しつつあるが、もともとの古レールの再利用例が多いことから各所で見ることができる。
現状は、鉄道関連イベントなどで、1 cm程度に薄くスライスしてメッキ等を施したものが、文鎮などの記念品として販売されることがあるほかは、屑鉄として回収され、製鋼原料として再利用されている。屑鉄としては高品位であるため、廃線跡に残されたレールが盗難に遭う事件も発生している。

## 規格
日本で使用するレール類は日本産業規格（JIS）により、規格が定められている。レールに関する規格と継目板に関する規格は以下の通り。
| 番号       | 名称                                                |
| ---------- | --------------------------------------------------- |
| JIS E 1001 | 鉄道-線路用語                                       |
| JIS E 1101 | 普通レール及び分岐器用特殊レール                    |
| JIS E 1102 | レール用継目板                                      |
| JIS E 1103 | 軽レール                                            |
| JIS E 1104 | 軽レール用継目板                                    |
| JIS E 1105 | 路面電車用HTレール（廃止）                          |
| JIS E 1105 | 路面電車用HTレール継目板（廃止）                    |
| JIS E 1116 | レール用異形継目板                                  |
| JIS E 1120 | 熱処理レール                                        |
| JIS E 1122 | 中継レール                                          |
| JIS E 1123 | 端部熱処理レール                                    |
| JIS E 1124 | スラッククエンチ式熱処理レール（JIS E 1120 に統合） |
| JIS E 1125 | 接着絶縁レール                                      |
| JIS E 1126 | 伸縮継目                                            |

## 関連項目

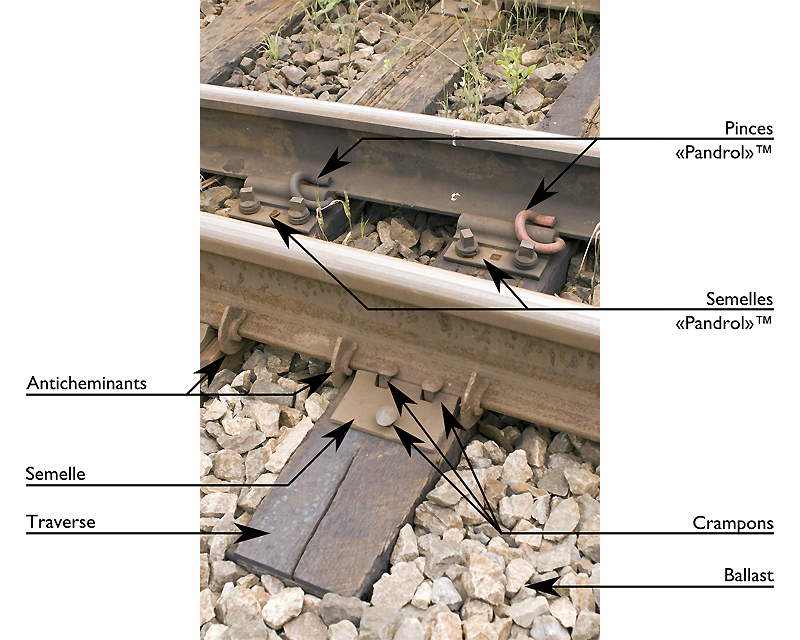
線路のパーツについて（フランス語）。

## 製造メーカー
日本での普通レールの製造メーカー
- 日本製鉄
- JFEスチール（旧日本鋼管）

日本での軽レールの製造メーカー
- 合同製鐵
- 大同特殊鋼
- 大阪製鐵

ほか